# Kansas City Union Station
Kansas City Union Station es una estación de unión inaugurada en 1914, que sirve a Kansas City (estado de Misuri) y el área metropolitana circundante. Reemplazó a un pequeño Union Depot de 1878. Union Station sirvió a un tráfico anual máximo de más de 670 000 pasajeros en 1945 al final de la Segunda Guerra Mundial, pero este disminuyó rápidamente en los años 1950 y se cerró en 1985.
En 1996, una asociación público-privada emprendió una restauración por 250 millones de dólares, financiada en parte por un impuesto sobre las ventas aplicado en los condados de Kansas y Misuri en el área metropolitana de Kansas City. En 1999, la estación volvió a abrir como una serie de museos y otras atracciones públicas. En 2002, Union Station vio su regreso como una estación de tren cuando Amtrak comenzó a brindar servicios de transporte público y desde entonces se ha convertido en la segunda estación de tren más concurrida de Misuri. La estación renovada cuenta con teatros, exhibiciones de museos en curso y atracciones como Science City en Union Station, el Kansas City Irish Center y el Todd Bolender Center for Dance and Creativity.

## Historia

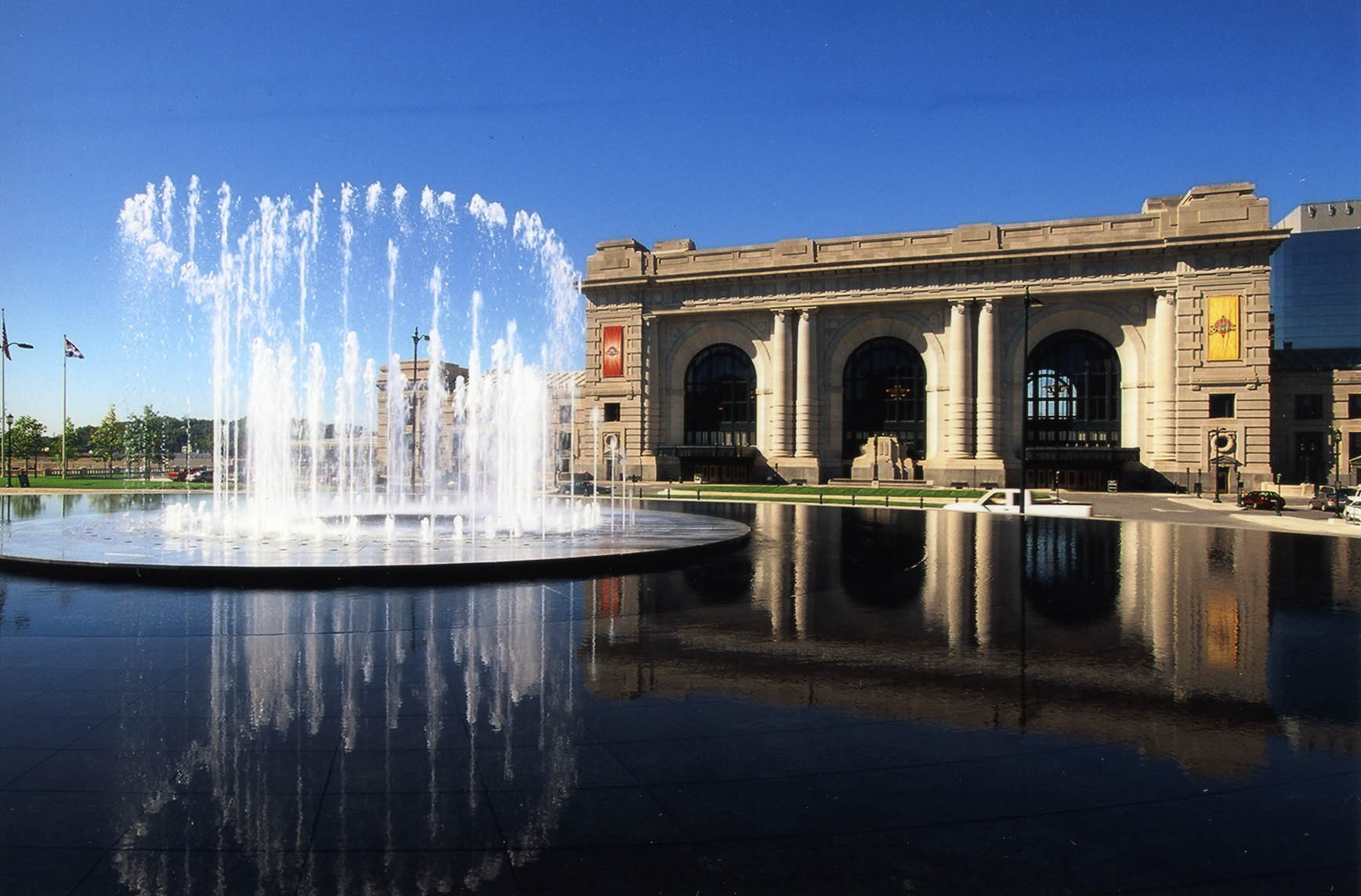
Fuentes frente a Union Station, 2012

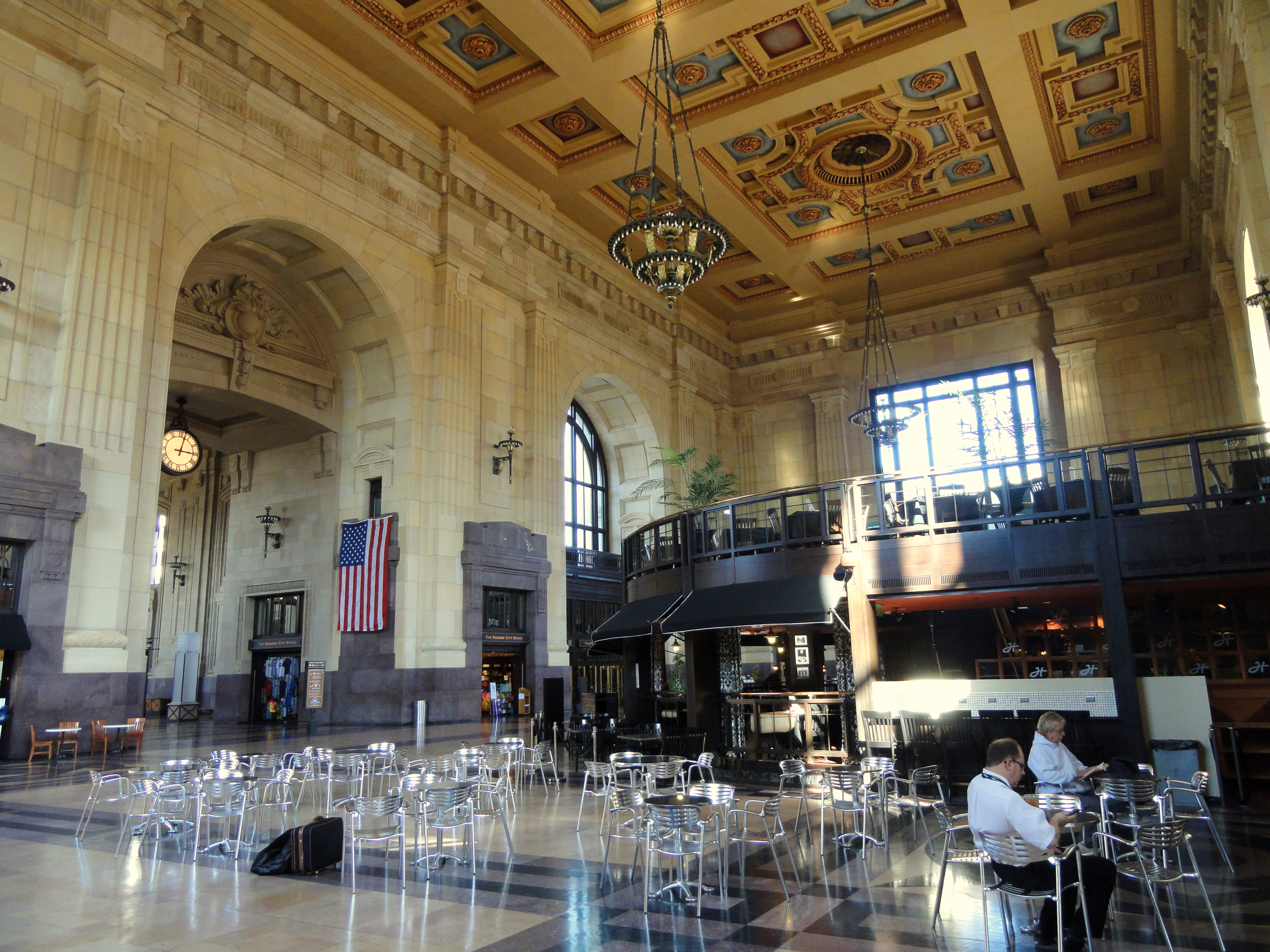
Gran Salón de Union Station, 2011

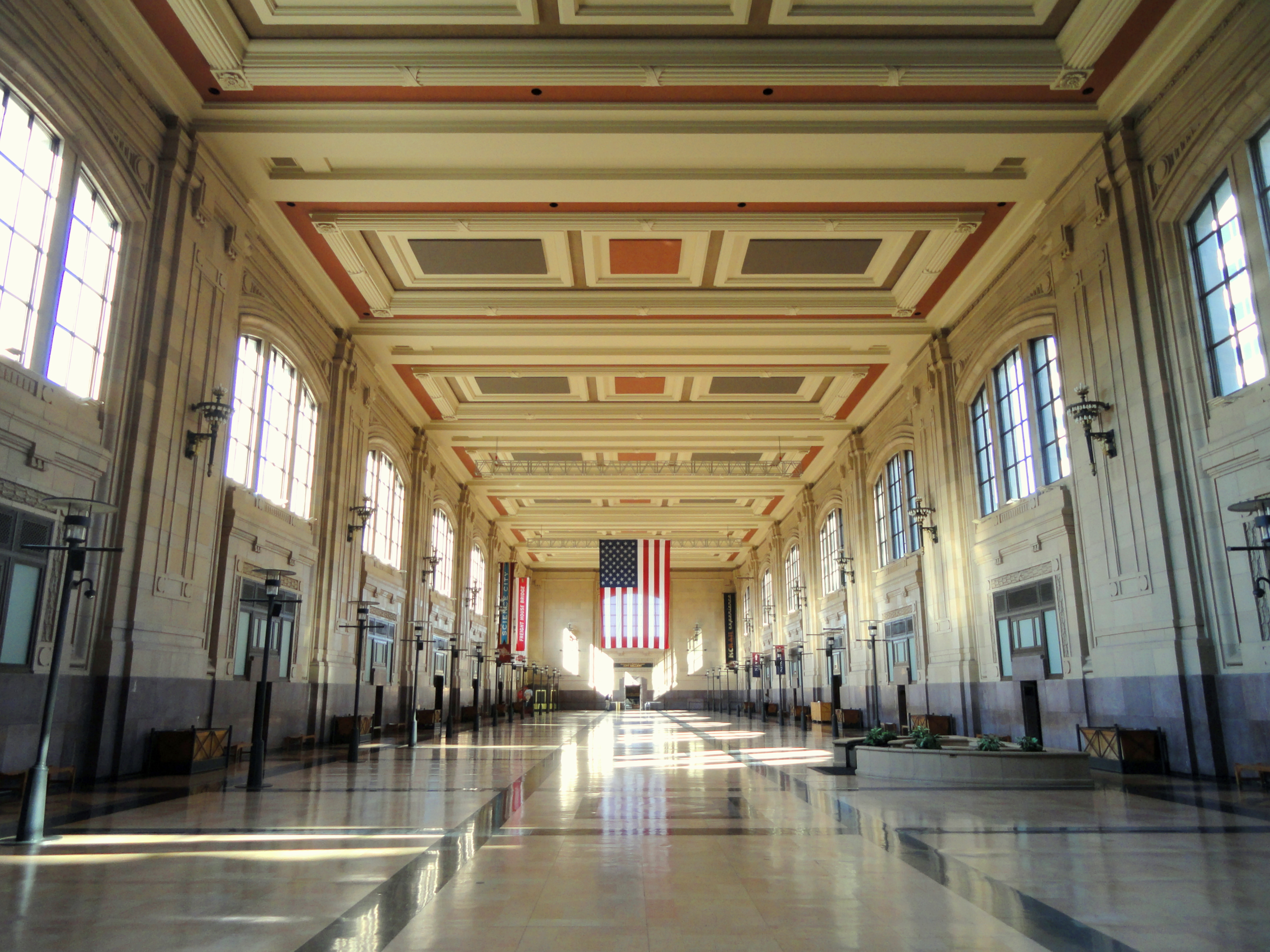
Grand Plaza o North Waiting Room (también conocida ahora como Sprint Festival Plaza) de Union Station, 2011

### Union Depot
El 8 de abril de 1878, Union Depot abrió sus puertas en un estrecho lote trisngular entre Union Avenue y las vías del ferrocarril Hannibal y St. Joseph Railroad en la actual West Bottoms. Apodado el "manicomio del condado de Jackson" por quienes pensaban que era demasiado grande, fue la segunda estación sindical del país, después de la de Indianápolis. El nuevo depósito era un híbrido de los estilos Segundo Imperio y neogótico. Constaba de un Gran Salón con tres grandes candelabros colgantes y techos ornamentados, y la Gran Plaza, o Sala de Espera Norte. Un gran reloj que colgaba del arco central dividía las dos secciones del edificio.  
El arquitecto principal fue Asa Beebe Cross, quien "adornó el exterior del edificio con intrincadas torres de diferentes alturas, ventanas arqueadas enmarcadas en piedra y filas de buhardillas que se proyectan desde el techo abuhardillado empinado"; tenía una torre de reloj sobre la entrada principal que medía 38 m de altura. A principios del siglo XX, más de 180 trenes pasaban diariamente por la estación, dando servicio a una ciudad cuya población se había triplicado durante su primer cuarto de siglo de funcionamiento.
En 1903, la falta de espacio para ampliaciones y una gran inundación llevaron sin embargo a la ciudad y los ferrocarriles a pensar en una nueva estación.

### Nueva ubicación
La decisión de construir una nueva estación fue encabezada por Kansas City Terminal Railway, un ferrocarril de conmutación y terminal que era una operación conjunta de varias líneas de ferrocarril.
La nueva ubicación fue elegida para ser un valle en la calle 25 y Grand Avenue utilizado por Kansas City Belt Railway. Estaba al sur del distrito comercial central, por encima y lejos de la llanura aluvial.
El arquitecto elegido fue Jarvis Hunt, un defensor del City Beautiful Movement El diseño era una sala principal para la venta de boletos y una sala perpendicular que se extendía sobre las vías para los pasajeros que esperaban. La estación Beaux-Arts se inauguró el 30 de octubre de 1914 como la tercera estación de tren más grande del país.
El edificio tiene 79 000 m², el techo en el Gran Salón mide 29 m de altura, hay tres candelabros que pesan 1600 kg cada uno, y el reloj del Gran Salón tiene una esfera de 1,8 m de diámetro. Debido a su ubicación central, Kansas City era un centro para el tráfico ferroviario de pasajeros y carga.
Union Station fue noticia el 17 de junio de 1933, cuando cuatro agentes de la ley fueron asesinados a tiros por miembros de una pandilla que intentaban liberar al fugitivo capturado Frank Nash. Nash también murió en el tiroteo. La masacre de Kansas City destacó la anarquía de Kansas City bajo la Pendergast Machine y resultó en el armamento de todos los agentes del FBI.
En 1945, el tráfico anual de pasajeros alcanzó un máximo de 678 363. A medida que los viajes en tren disminuyeron a partir de los años 1950, la ciudad tenía cada vez menos necesidad de una gran estación. Para 1973, solo 32 842 pasajeros pasaban por la instalación, todo el servicio de trenes de pasajeros ahora estaba a cargo de Amtrak y el edificio comenzaba a deteriorarse. 
El gobierno de la ciudad de Kansas City deseaba preservar y reconstruir el edificio. Para facilitar esto, en 1974, llegaron a un acuerdo de desarrollo con Trizec Corporation, una empresa canadiense de reurbanización. Incluido en el trato estaba un acuerdo de que Trizec reconstruiría la estación. 
Entre 1979 y 1986, Trizec construyó dos edificios de oficinas en la propiedad circundante, pero no volvió a desarrollar la estación. En 1985, Amtrak trasladó todas las operaciones de pasajeros a una instalación más pequeña "Amshack" adyacente a la antigua estación. En ese momento, la estación estaba esencialmente cerrada. En 1988, la ciudad presentó una demanda contra Trizec por no desarrollar la estación; el caso se resolvió en 1994. Durante la mayor parte de este período de tiempo, el edificio continuó deteriorándose.

### Renovación
En 1996, los residentes de cinco condados de toda el área metropolitana de Kansas y Misuri aprobaron el llamado "impuesto biestatal", un impuesto a las ventas de 1/8 de centavo, parte del cual ayudó a financiar poco menos de la mitad del Restauración de 250 millones de dólares de Union Station. La renovación comenzó en 1997 y se completó en 1999. El dinero restante se recaudó a través de donaciones privadas y fondos federales. Las renovaciones permitieron a Amtrak volver a trasladar sus operaciones al interior del edificio principal en 2002.
Hoy, Union Station no recibe fondos públicos. Los costos operativos actuales se financian con la admisión general y la venta de entradas para el teatro, subvenciones, donaciones corporativas y privadas, arrendamientos de espacios comerciales y alquiler de instalaciones. Union Station Kansas City, Inc. es una organización sin fines de lucro 501 (c) (3) que administra Union Station y que anteriormente administraba el Museo de Kansas City.
Union Station es ahora el hogar de Science City (inaugurado en 1999), un centro científico interactivo para familias con más de 50 exhibiciones prácticas; el H&R Block City Stage Theatre, un lugar de acción en vivo con producciones para todas las edades; Regnier Extreme Screen, la pantalla de cine en 3D más grande de la región con cinco pisos y medio de altura; dos restaurantes, incluido Pierponts, un exclusivo restaurante de carnes y mariscos, y Harvey's en Union Station; tiendas, incluidas Rocky Mountain Chocolate, The Science City Store, The Kansas City Store que se inauguró en 2011 y Parisi Coffee; el planetario Gottlieb, el planetario más grande de la zona; y varias exhibiciones temporales en museos que incluyen los Rollos del Mar Muerto aclamados internacionalmente en 2007, Cuerpos revelados en 2008, Diálogo en la oscuridad en 2009, Dinosaurios desenterrados en 2010 y Diana, una celebración centrada en Diana de Gales en 2011. El Kansas City Irish Center se encuentra en la estación desde el 17 de marzo de 2007.
El antiguo edificio Union Station Powerhouse ha sido renovado por el Kansas City Ballet. Es el nuevo hogar del ballet y es conocido como el Todd Bolender Center for Dance and Creativity desde agosto de 2011.
En abril de 2015 y nuevamente en 2017, fue el lugar de filmación del reality American Ninja Warrior.

## Premios y reconocimientos
Ocupa el puesto 127 de la lista America's Favorite Architecture del American Institute of Architects de los edificios favoritos de la nación.

## Servicio actual de Amtrak
La estación es servida por seis trenes por día:
- El Missouri River Runner, con dos viajes de ida y vuelta a San Luis
- El Southwest Chief, parte hacia Chicago a última hora de la tarde y hacia Los Ángeles a media mañana

De las doce estaciones de Misuri atendidas por Amtrak, Kansas City fue la segunda más ocupada en el año fiscal 2015, subiendo o desembarcando un promedio de 421 pasajeros al día.

## Galería

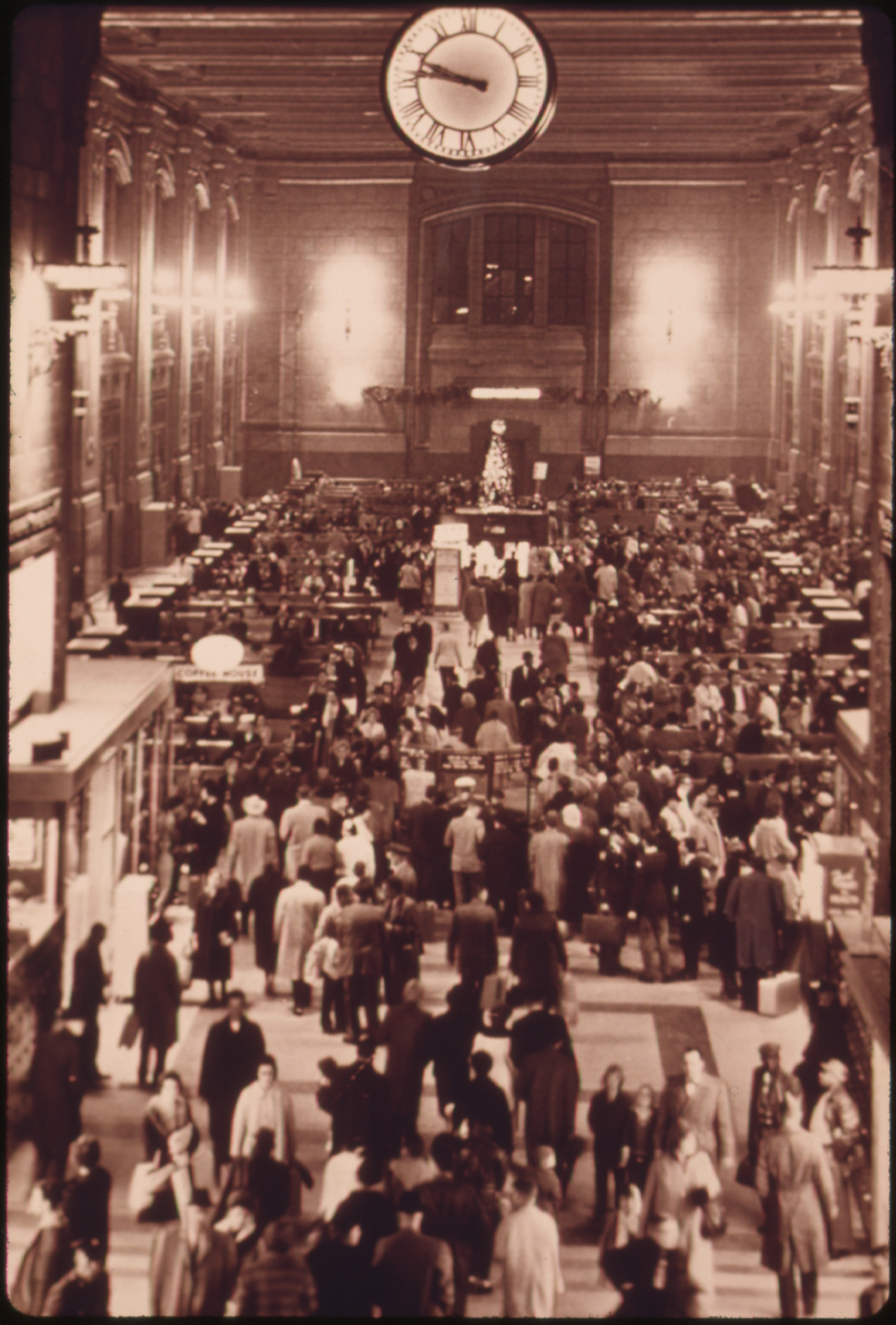
Gran Salón c. 1950
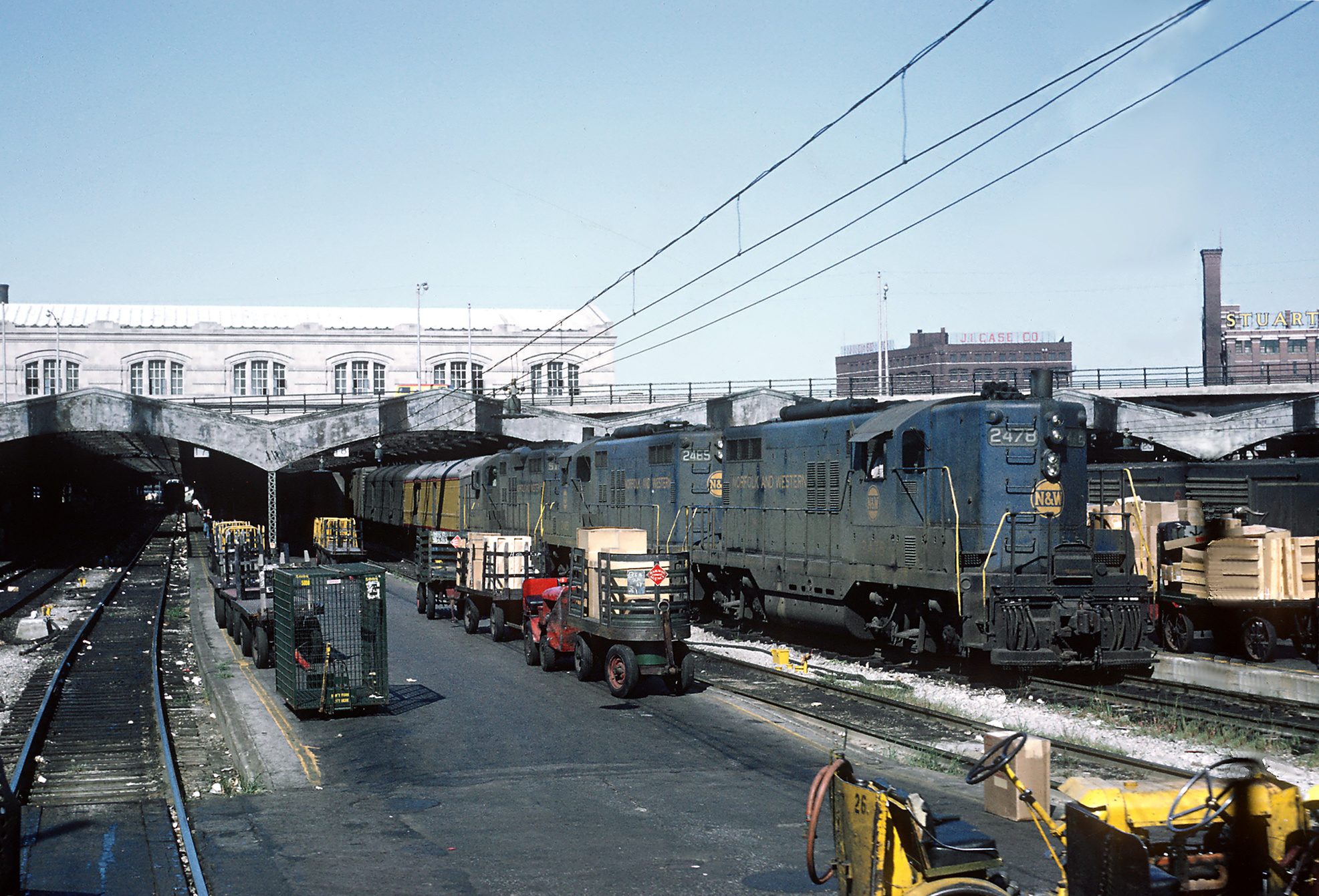
Norfolk y Western's City of St. Louis en Union Station en 1967
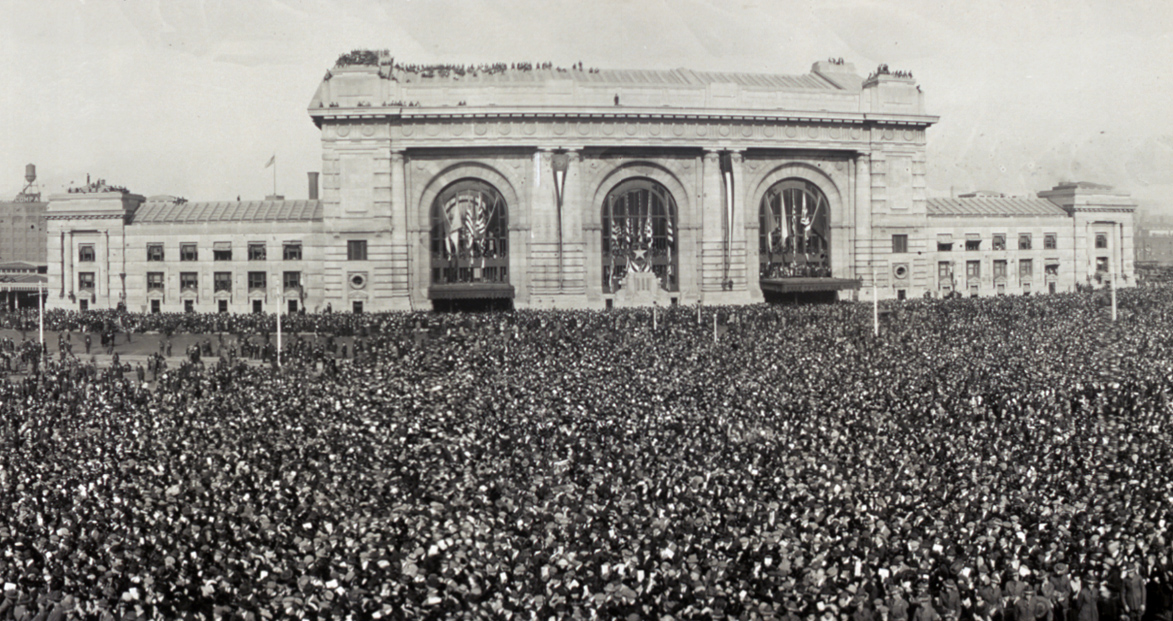
Una multitud frente a Union Station para la inauguración de 1921 del sitio Liberty Memorial.
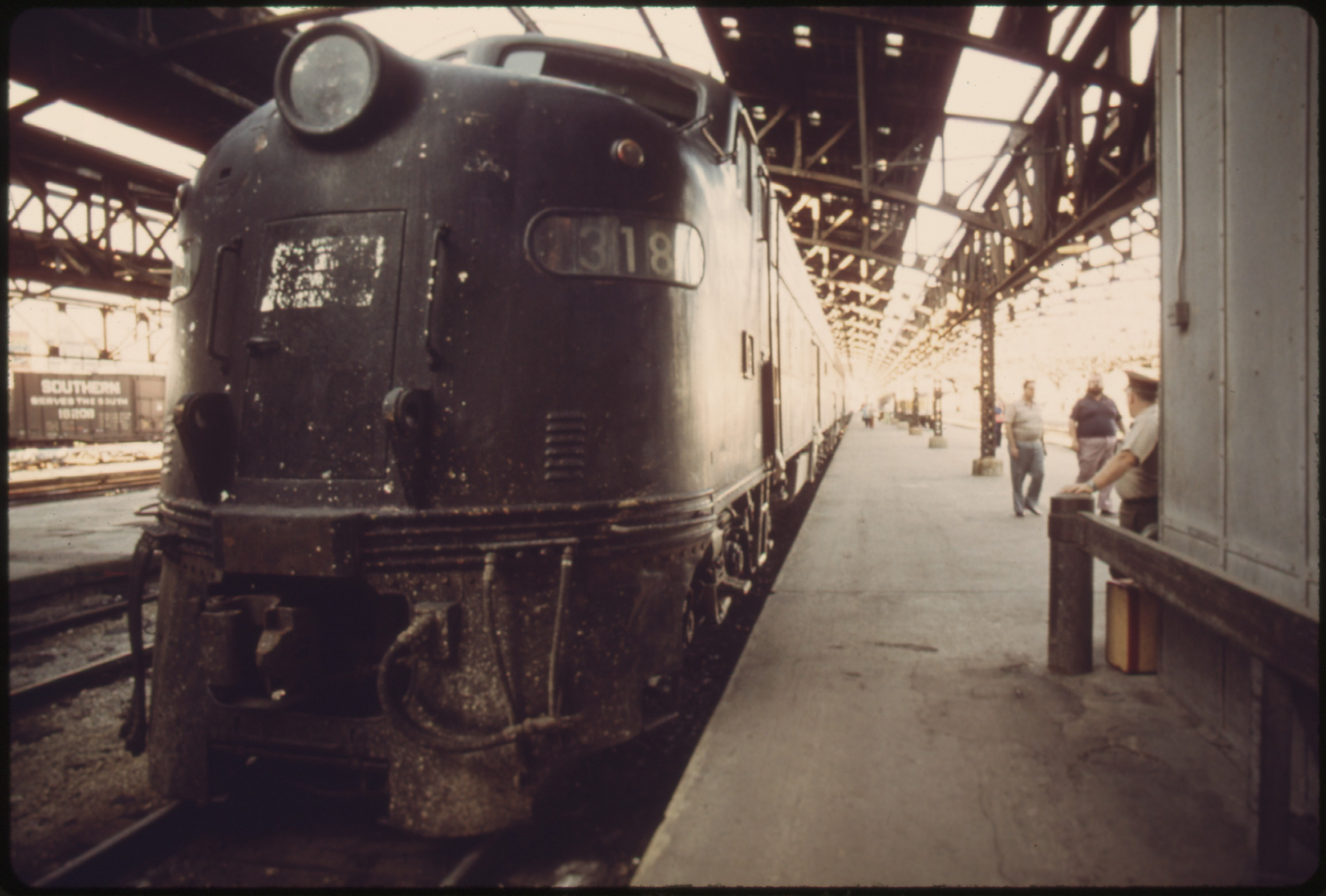
Plataforma de carga, 1974
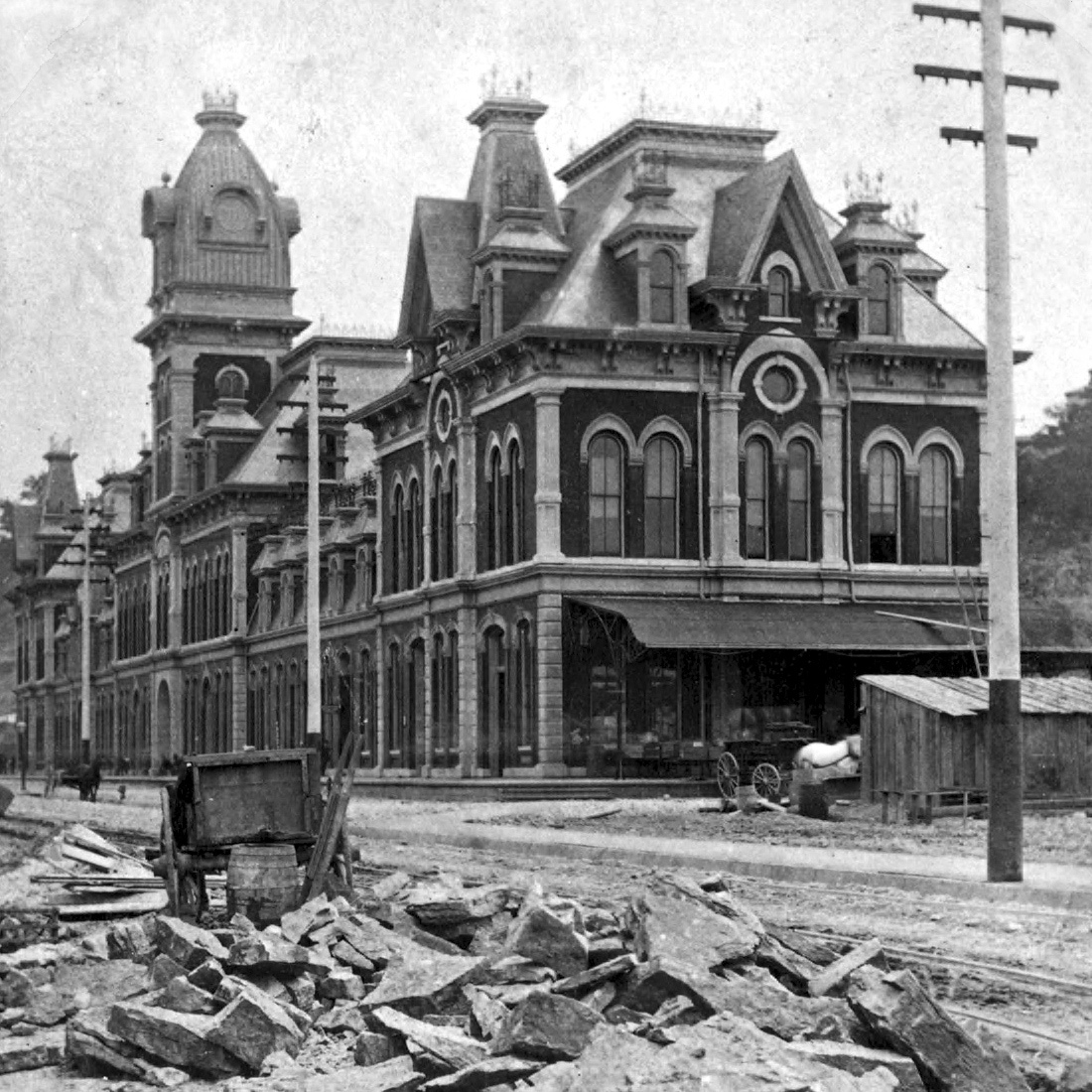
Union Depot, alrededor de 1880